# Sournia
Sournia (em catalão:  Sornià; em occitano:  Sornhan) é uma comuna francesa na região administrativa da Occitânia, no departamento dos Pirenéus Orientais. Estende-se por uma área de 29.99 km², e possui 497 habitantes, segundo o censo de 2018, com uma densidade de 17 hab/km².